# Acanthopseudomonocelis mirabilis
Acanthopseudomonocelis mirabilis is een platworm (Platyhelminthes). De worm is tweeslachtig. De soort leeft in het zoute water.
Het geslacht Acanthopseudomonocelis, waarin de soort wordt geplaatst, wordt tot de familie Monocelididae gerekend. De wetenschappelijke naam van de soort werd voor het eerst geldig gepubliceerd in 1995 door Curini-Galletti & Cannon.